# 사근동
사근동(沙斤洞)은 대한민국 서울특별시 성동구의 행정동, 법정동이다.

## 개요
사근동은 청계천과 중랑천변에 위치한 단독주택 지역으로 유동인구가 적고 사근, 행당 2개의 법정동과 한양대학교 등 8개의 학교가 밀집되어 있는 지역이다. 사근동의 동명은 신라시대 세워진 사근사(沙斤寺)가 현재의 한양대학교 축구장 부근에 있었기 때문에 유래되었다. 조선 초기에는 한성부 성저십리(成底十里)에 속했던 사근동은 1894년 갑오개혁 때 한성부 동서(東署) 인창방(성외) 사근리로 나타나고, 경술강제병합 후 1911년 4월 1일에는 일제가 경성부 인창면 사근동이라 칭하였다. 얼마 전까지도 사근동은 미나리와 채소가 많이 재배되었던 곳으로 알려져있으며, 현재 한양대학교가 세워진 곳에 ‘치마바위’라고 하는 치마를 두른 모양의 큰 바위가 있었다. 이 치마바위는 일제 때 도로 확장을 하면서 폭파되었는데 붉은 피가 흘러 공사를 중지했다는 설도 있고, 또 이곳이 풍수지리설에 의하면 화산이 되므로 화재 예방책으로 이 바위에 검은 칠을 했다고도 한다. 그러나 이 바위 위에는 한양대학교 미술대학이 세워져 있다. 1980년 7월 1일 행당3동이 폐지되면서 그 관할구역 일부가 사근동사무소로 편입되어 경원선 동쪽 지역의 일부의 행정도 맡고 있다.

## 법정동
- 사근동

## 교육
- 한양초등학교
- 한양대학교 사범대학 부속중학교
- 한양대학교 사범대학 부속고등학교
- 한양여자대학교
- 행당중학교
- 덕수고등학교
- 한양대학교

## 교통
- 서울 지하철 2호선
  - 한양대역

## 명소
- 살곶이다리
- 살곶이체육공원
- 젊음의거리
- 한양광장

## 같이 보기
- 대한민국의 행정 구역